# 라플라스-룽게-렌츠 벡터

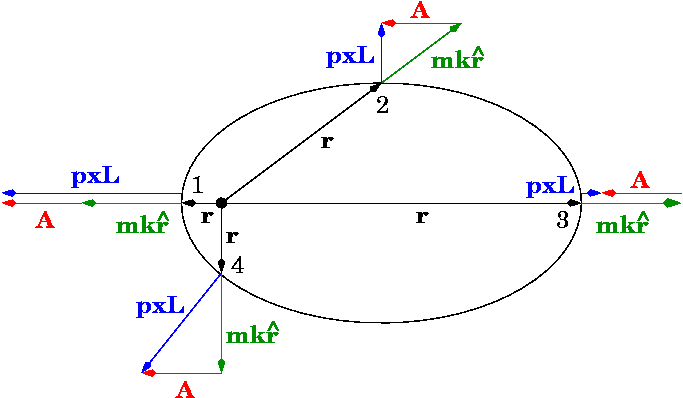

고전역학에서 라플라스-룽게-렌츠 벡터(영어: Laplace-Runge-Lenz vector, 약자 LRL 벡터)는 행성의 궤도를 계산할 때 사용할 수 있는 벡터이다. 이를 이용해서 행성의 궤도가 중력장에서 타원궤도가 됨을 보일 수 있다. 라플라스 벡터, 룽게-렌츠 벡터, 렌츠 벡터로 불리기도 한다. 하지만, 실제로는 이들이 처음 발견한 것은 아니며 여러 차례에 걸쳐 재발견되었다.

## 수학적 정의
어떤 입자에 거리 제곱에 반비례하는 중심력 (예:중력, 전자기력 등)이 작용하고, 그 중심력이 다음 식으로 나타난다고 하자.
{\displaystyle \mathbf {F} (r)={\frac {-k}{r^{2}}}\mathbf {\hat {r}} }
LRL 벡터 A는 수학적으로 다음 공식으로 정의한다.
{\displaystyle \mathbf {A} =\mathbf {p} \times \mathbf {L} -mk{\hat {\mathbf {r} }}}
여기서 기호는 다음과 같다.
- {\displaystyle m}: 중심력을 받는 입자의 질량
- {\displaystyle \mathbf {p} }: 운동량 벡터
- {\displaystyle \mathbf {L} =\mathbf {r} \times \mathbf {p} }: 각운동량 벡터
- {\displaystyle k}: 중심력의 세기를 나타내는 수
- {\displaystyle \mathbf {r} }: 중심력을 받는 입자의 위치 벡터
- {\displaystyle {\hat {\mathbf {r} }}}: {\displaystyle \mathbf {r} } 방향의 단위벡터

## 같이 보기
- 이체문제
- 양자 역학
- 비네 방정식
- 베르트랑 원리
- 천체물리학: 궤도
- 피에르시몽 라플라스
- 카를 다비트 톨메 룽게